# زهرة الميسم الشعرية
زهرة الميسم الشعرية هي نوع من كاسيات البذور في فصيلة الصبغيات- الفصيلة الصبغية، وموطنها الأصلي المملكة البيئية المدارية الجديدة. وتعرف بالإنجليزية باسم «هوبفاين» (فلوريدا) أو «ويث السلة السوداء» أو «ويث كوبر» أو «ويث السلة» أو «ويت السلة» و «ويت هووب» (باربادوس). وتضم الأسماء الفرنسية الشائعة لهذا النبات "liane pannier" أو "liane a barques" («كرم السلة» أو «كرم البرميل»). وتضم الأسماء الإسبانية "bejuco canesta" و "sotacaballo" و "pabello"، (بورتوريكو، أمريكا الوسطى، كرم السلة أو الحصان البديل أو السرادق). 

يستخدم النبات في استخدامات طبية والألياف.

## الوصف
تشبه زهرة الميسم الشعرية إلى حد كبير نبات عليق الحمام (ريفينا هيوميليس). فهي عبارة عن شجيرات أو كرم واقف بذاته يصل عرضه إلى 10 م وطوله إلى 6 م، مع وجود التواءات بلا شعيرات أو جذور خلفية أو متسلقة. ويتراوح قطر الجذور ما بين 4 إلى 15 سم. أما الأوراق فهي عبارة عن شفرات بيضاوية على معاليق طويلة. والرأس قصيرة ودون شعر. وتكون الزهور تكتلات يتراوح طولها ما بين 5 إلى 7 سم في عذقة ضيقة فيها زهور على كل عود يبلغ طوله 4 إلى 6 سم. أما السبلات البيضاورية فتنعكس بعيدًا عن الثمرة ويتراوح طولها ما بين 4 إلى 6 ملم ولا تشتمل على شعيرات. أما الثمرة فكرم بيضاوي كبير لونه أرجواني أحمر يبلغ طوله 4 إلى 5 ملم. أما العامل الملقح فغير معروف، ولكن قد يكون البعوض. 

ينتشر النبات من خلال الطيور التي تأكل الثمرات، ولكن يتم زراعته أيضًا كنبات زينة أو لعمل عريشة مثل الألياف ويستخدم في الطب.

## الموطن والنطاق
ينمو هذا النبات في بورتوريكو في المزارع والمناطق الحضرية، حيث تنمو تلك الأنواع على جوانب الطرق وعلى جوانب الأسوار والأسوار الخشبية ومراعي الغابات والمناطق الخالية الغابية والمتاحف في أسفل المجاري. وتغطي الشجيرات أيضًا مساقط الأشجار والأسوار والصخور وتكون شعابًا من الجذور المتشابكة التي يصل طولها إلى 2 متر في الأماكن المفتوحة. وينمو هوبفاين في جميع أنواع التربة وفي مختلف درجات الحامضية المشتقة من كل من الصخور النارية والمتحولة (ومن بينها الصخور فوق القاعدية) والصخور الرسوبية (من بينها الأحجار الجيرية). وينمو هذا النبات في بورتوريكو في المناطق التي تحصل على 900 إلى 2500 ملم من الترسبات. وينمو هذا النبات أيضًا في المستنقعات الاستوائية بالقرب من حواف الأرجوحات الشبكية والفرامل. ويشيع وجودها بالقرب من السواحل ولكنها توجد أيضًا على فترات فاصلة نادرة في فلوريدا في إيفرجلاديز.

## الاستخدامات
تستخدم كل من الجذور المشقوقة والألياف اللحائية في صناعة أطواق البراميل والسلال والأثاث الملتوي والحرف. ويمكن غلي الأوراق الصغيرة وأكلها كخضروات بعد التخلص من الماء المر. ويتم زراعة هذا النبات للزينة وهو نبات ضخم وقوي يمكن تهذيبه وتحويله إلى تعريشات وحوائط. أما العصير الأرجواني من حبات الكرم فيسبب بقعًا ويمكن استخدامه في صناعة صبغة. ويمكن استخدام الأجزاء المتكاثرة في علاج خفقات القلب. ويمكن استخدام مسحوق اللحاء في علاج نزلات البرد واحتباس الماء. ويستخدم الكولومبيون الأوراق في علاج الجروح. ويستخدم سكان هيسبانيولا الشاي المحضر بغلي النبتة للمساعدة في علاج الربو أو الكحة. وتستخدم الأزهار أيضًا في الطب. ومن المعروف أن الأنواع المتصلة بيتيفيرا والصبغيات تستخرج منها العديد من المركبات المنشطة الحيوية.

## وصلات خارجية
- Pictures of hoopvine on St. John Island نسخة محفوظة 25 أكتوبر 2010 على موقع واي باك مشين. Waynesword, Accessed 2010-11-23